# Gator Joe
Gator Joe egy aligátor volt az Amerikai Egyesült Államok Florida államában a 20. század első felében. Nevét a Barker–Karpis-banda lebukása tette híressé.
A csaknem négyméteres aligátor a floridai Weir-tóban élt az 1900-as évek elejétől. Az állatra többször rálőttek a környéken rejtőzködő Barker-Karpis banda tagjai. Egyikük meg is említette őt a banda Chicagóban tartózkodó egyik vezetőjének, Arthur R. Barkernek írt levelében. Miután Barkert 1935. január 8-án elfogták, a levél a Szövetségi Nyomozóiroda birtokába került. A nyomozóknak - mások mellett Gator Joe említése miatt - sikerült megtalálniuk az Ocklawahában bújkoló bűnözőket. Az állatot 1952-ben egy helyi aligátorvadász, Vic Skidmore elejtette. A hüllő egyik preparált lába ma is látható a róla elnevezett bárban Ocklawahában.